# Vosseleriana fonti
Vosseleriana fonti är en insektsart som först beskrevs av Bolívar, I. 1902.  Vosseleriana fonti ingår i släktet Vosseleriana och familjen gräshoppor. Inga underarter finns listade i Catalogue of Life.